# Sydir Kovpak
Sydir Artemovych Kovpak fue un militar, guerrillero y político soviético.

## Biografía
Kovpak nació en una familia campesina ucraniana pobre en la aldea de Kotelva, entonces gobernación de Járkov, Imperio ruso y actualmente raión de Poltava, Ucrania. El 28 de julio de 1914, fue movilizado por el Ejército Imperial Ruso y asignado al mismo Regimiento de Infantería 186 de Aslanduz. Después de la Revolución de Febrero, los comités de soldados comenzaron a adquirir poder real en las unidades militares. En el 186º Regimiento de Infantería, los bolcheviques gozaron del mayor apoyo y se convirtieron en el núcleo del comité de soldados del regimiento. En el verano de 1917, Sidor Kovpak, que simpatizaba con los bolcheviques, fue elegido miembro del comité. Al mismo tiempo fue nombrado jefe de comunicaciones del regimiento.
En junio de 1917, los comités de soldados del regimiento y las reuniones divisionales decidieron no participar en la ofensiva de verano de Kerensky. La 47ª División abandonó sus posiciones sin permiso y se retiró a la estación de Ocnița. Los comités de soldados exigieron la desmovilización inmediata del personal y su regreso a casa. Las negociaciones entre el mando del 8º Ejército y la división rebelde no dieron resultados y en agosto de 1917 el general Shcherbachev envió unidades retiradas del frente rumano para reprimir la rebelión. Después de cuatro días de combates, los comités de soldados del regimiento decidieron dividirse en pequeños grupos y dispersarse. De la noche a la mañana, la 47 División de Infantería dejó de existir.
A Kovpak le llevó varios meses llegar a Kotelva. En ese momento, la Rada Central tomó el poder en Ucrania y todos los caminos fueron bloqueados por los Jaidamakas, que capturaban a los desertores que huían del frente. Kotelva también estaba gestionado por un comité público creado en nombre de la Rada Central, por lo que Kovpak tuvo que esconderse. Los gendarmes visitaron dos veces la casa de los Kovpakov en busca del desertor, pero en ambas ocasiones Sidor logró esconderse en el pajar. Kovpak sabía por sus familiares que unos 200 ex soldados de primera línea como él se escondían en el asentamiento. A través de su padre y su hermano Alexei, estableció conexiones con aquellos que conocía personalmente. Unos días más tarde, en el granero de Kovpakov se celebró una reunión clandestina de compañeros que habían servido en el frente, con unas 15 personas presentes. Los combatientes clandestinos decidieron formar un destacamento guerrillero rojo para resistir a los Jaidamakas y establecer el poder soviético en Kotelva. Sidor Kovpak fue elegido líder del destacamento. Luchó contra las fuerzas alemanas, así como contra el Ejército Blanco de Denikin
En el período de entreguerras, fue administrador de cooperativas agrícolas y jefe del gobierno local de la ciudad de Putivl, en la provincia de Sumy.
Durante la invasión nazi de la Ucrania soviética, unidades guerrilleras lideradas por Sydir Kovpak libraron una guerra de guerrillas contra las fuerzas del Eje, inicialmente en bastiones partisanos en las regiones de Sumy y Briansk. Sin embargo, posteriormente sus operaciones se extendieron al territorio ocupado por Alemania, incluyendo Kiev, Zhitomir, Rivne, Homiel, Volinia y otras regiones. Estas unidades partisanas también lucharon contra el Ejército Insurgente Ucraniano, un grupo nacionalista. En 1944, bajo el liderazgo de Kovpak, los partisanos atacaron a las fuerzas enemigas en el oeste de Ucrania y Bielorrusia, e incluso llegaron a las regiones fronterizas rumanas durante la incursión de los Cárpatos, infligiendo numerosas bajas a los alemanes.
Kovpak dominó las tácticas de guerrilla y fue condecorado con el título de Héroe de la Unión Soviética en dos ocasiones (1942; 1944). Sydir Kovpak fue ascendido a general de división en 1943. Las estrellas de general fueron lanzadas en paracaídas a la posición de su unidad partisana, en las profundidades del frente.
Tras el final de la Segunda Guerra Mundial, Sydir Kovpak ocupó puestos clave en el liderazgo de la Ucrania soviética, incluyendo la vicepresidencia del Tribunal Supremo de Ucrania en 1947 y el Sóviet Supremo de Ucrania en 1967. También fue miembro del Sóviet Supremo de la Unión Soviética